# 家庭の事情 (ZORNの曲)
「家庭の事情」（かていのじじょう）は、日本のラッパー、ZORNが2021年5月9日に配信リリースした楽曲。アコースティックギターの音色を使用したビートに乗せ、自身の過去から現在に至るまでの家庭の事情についての心境を歌っている。サウンドプロデュースは2020年に発売されたアルバム『新小岩』の収録曲全てを手掛けたBACHLOGICが務めた。
配信ジャケットのカバー・アートワークはKenji.87、タイポグラフィはOkugawaが担当。

## ミュージックビデオ
配信日の前日である2021年5月8日、「家庭の事情」のミュージック・ビデオをYouTubeに公開した。ミュージック・ビデオの監督は映像作家の山田健人が担当した。

## 記録
iTunes Storeなどといった音楽配信サイトにて配信が行われ、Billboard JAPANのダウンロード・ソング・チャート“Download Songs”（2021年5月19日付）では14,663DLで初登場4位を記録している。また、同日付のBillboard JAPANダウンロード・アルバム・チャート“Download Albums”では2020年10月に配信されたアルバム『新小岩』が10位に再浮上している。

## 収録曲
| #         | タイトル       | 作詞      | 作曲      | 編曲      | 時間 |
| --------- | -------------- | --------- | --------- | --------- | ---- |
| 1.        | 「家庭の事情」 | ZORN      | BACHLOGIC |           | 3:46 |
| 合計時間: | 合計時間:      | 合計時間: | 合計時間: | 合計時間: | 3:46 |

## チャート
| チャート                                | 最高順位 | 出典  |
| --------------------------------------- | -------- | ----- |
| Billboard Japan Download Songs          | 4        | [ 4 ] |
| オリコン 週間デジタルシングルランキング | 15       | [ 6 ] |